# Leptonychia occidentalis
Leptonychia occidentalis är en malvaväxtart som beskrevs av Ronald William John Keay. Leptonychia occidentalis ingår i släktet Leptonychia och familjen malvaväxter. Inga underarter finns listade i Catalogue of Life.